# Contea di Xinghai
La contea di Xinghai (兴海县S, Xīnghǎi XiànP) è una contea della Cina, situata nella provincia di Qinghai e amministrata dalla prefettura autonoma tibetana di Hainan.